# The Last of the Mohicans (1936)
The Last of the Mohicans (Brasil: O Último dos Moicanos / Portugal: O Último Moicano) é um filme norte-americano de 1936, do gênero aventura, dirigido por George B. Seitz e estrelado por Randolph Scott e Binnie Barnes.
Elogiada segunda adaptação cinematográfica do romance clássico de James Fenimore Cooper, publicado em 1826.
O filme foi indicado ao Oscar de Melhor Diretor Assistente, que teve curta duração.

## Sinopse
Durante a Guerra Franco-Indígena, Hawkeye deve escoltar o Major Duncan Hayward e as duas filhas do Coronel Munro -- Alice e Cora -- através das linhas inimigas. Ele é ajudado por seus amigos índios Chingachgook e seu filho Uncas, últimos sobreviventes da tribo dos moicanos. Durante a viagem, Hawkeye e Alice se apaixonam e o mesmo ocorre com Cora e Uncas. Mas nem tudo são flores: a comitiva é continuamente acossada pelo cruel hurão Magua, que mata Cora e Uncas. Na fuga para o Forte William Henry, Hawkeye é aprisionado e o Major precisa organizar um ataque para libertá-lo antes que seja torturado até a morte.

## Premiações
| Patrocinador                                  | Prêmio | Categoria                                  | Situação |
| --------------------------------------------- | ------ | ------------------------------------------ | -------- |
| Academia de Artes e Ciências Cinematográficas | Oscar  | Melhor Diretor Assistente (Clem Beauchamp) | Indicado |

## Elenco
| Ator/Atriz        | Personagem           |
| ----------------- | -------------------- |
| Randolph Scott    | Hawkeye              |
| Binnie Barnes     | Alice Munro          |
| Henry Wilconxon   | Major Duncan Hayward |
| Bruce Cabot       | Magua                |
| Heather Angel     | Cora Munro           |
| Phillip Reed      | Uncas                |
| Robert Barrat     | Chingachgook         |
| Hugh Buckler      | Coronel Munro        |
| Willard Robertson | Capitão Winthrop     |
| William Stack     | General Montcalm     |